# ...But Seriously
…But Seriously je čtvrté sólové studiové album anglického zpěváka Phila Collinse, vydané v roce 1989. V rolích hostů se na albu podíleli například zpěvák David Crosby, kytarista Eric Clapton nebo varhaník Steve Winwood.

## Seznam skladeb
| Pořadí | Název                                   | Autor                      | Délka |
| ------ | --------------------------------------- | -------------------------- | ----- |
| 1.     | Hang in Long Enough                     | Phil Collins               | 4:44  |
| 2.     | That's Just the Way It Is               | Collins                    | 5:20  |
| 3.     | Do You Remember?                        | Collins                    | 4:36  |
| 4.     | Something Happened on the Way to Heaven | Collins, Daryl Stuermer    | 4:52  |
| 5.     | Colours                                 | Collins                    | 8:51  |
| 6.     | I Wish It Would Rain Down               | Collins                    | 5:28  |
| 7.     | Another Day in Paradise                 | Collins                    | 5:22  |
| 8.     | Heat on the Street                      | Collins                    | 3:51  |
| 9.     | All of My Life                          | Collins                    | 5:36  |
| 10.    | Saturday Night and Sunday Morning       | Collins, Thomas Washington | 1:26  |
| 11.    | Father to Son                           | Collins                    | 3:28  |
| 12.    | Find a Way to My Heart                  | Collins                    | 6:08  |

## Obsazení
- Phil Collins – klávesy, bicí, perkuse, tamburína, zpěv
- Daryl Stuermer – kytara
- Leland Sklar – baskytara
- Dominic Miller – kytara
- The Phoenix Horns:
  - Don Myrick – saxofon
  - Louis Satterfield – pozoun
  - Harry Kim – trubka
  - Rhamlee Michael Davis – trubka
- Alex Brown – doprovodné vokály
- Marva King – doprovodné vokály
- Lynne Fiddmont – doprovodné vokály
- David Crosby – zpěv v „That's Just the Way It Is“ a „Another Day in Paradise“
- Nathan East – baskytara v „Hang in Long Enough“ a „Something Happened on the Way to Heaven“
- Pino Palladino – baskytara v „Do You Remember?“ a „I Wish It Would Rain Down“
- Stephen Bishop – zpěv v „Do You Remember?“
- Eric Clapton – kytara v „I Wish It Would Rain Down?“
- Steve Winwood – varhany v „All of My Life?“